# Dique Ballester

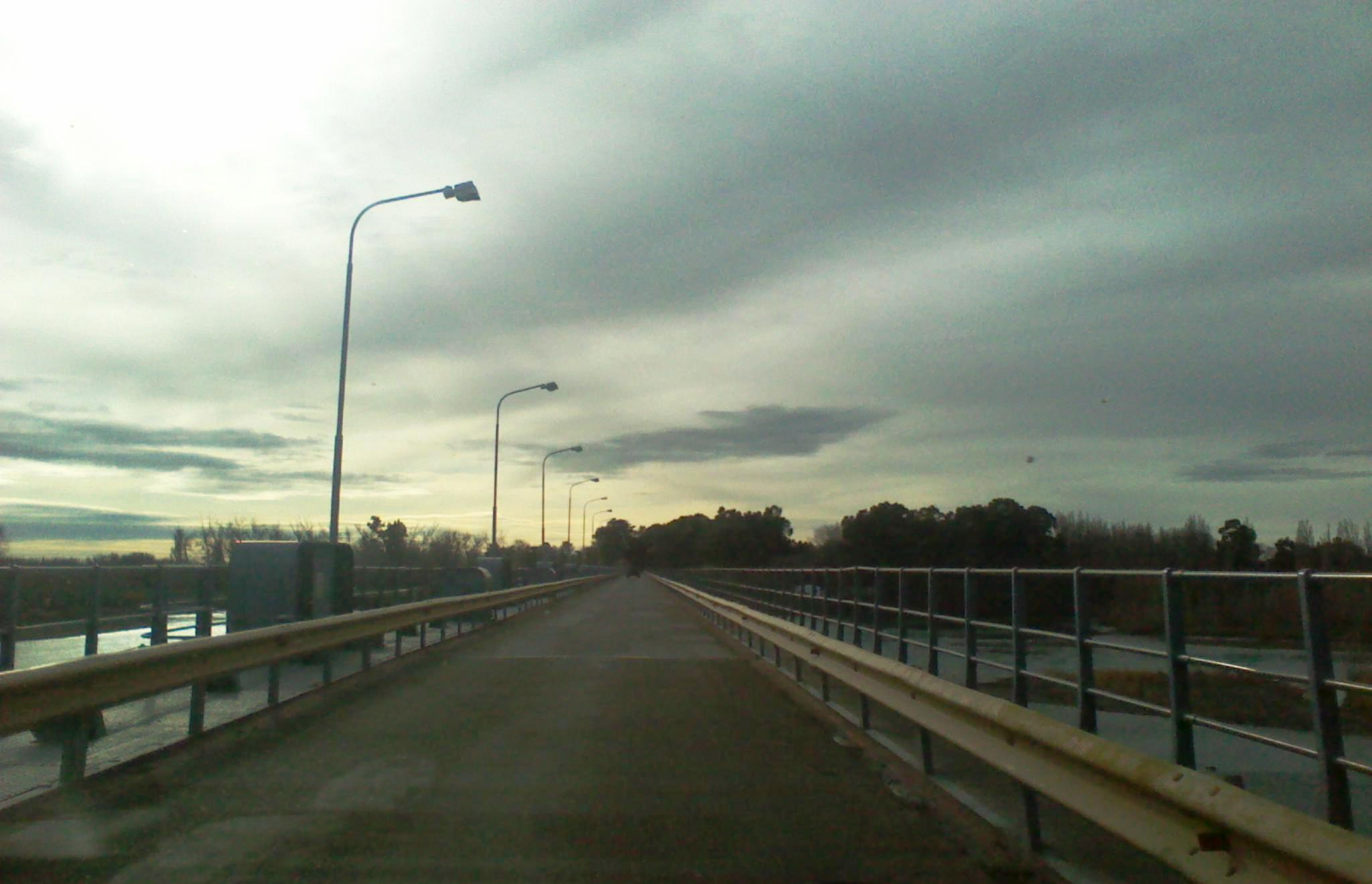
Calzada del dique sobre el río Neuquén.

El Dique Ingeniero Ballester es una obra construida sobre el río Neuquén, al norte de la Patagonia Argentina, entre las provincias de Neuquén y Río Negro. El propósito de esta obra fue dar nacimiento al sistema integral de riego del Alto Valle del Río Negro y Valle Inferior del Río Neuquén y atenuar las crecidas del río Neuquén, permitiendo así el avance de la urbanización y la producción agrícola sobre las planicies naturales del valle. 
Las localidades más cercanas al dique son: del lado de Neuquén, Vista Alegre Norte, y de Río Negro, Barda del Medio. Se construyó a principios del siglo XX, y de él se originan: 
- el canal principal de riego, de 130 km de extensión, que tiene capacidad para irrigar 60 000 ha, pero actualmente menos de 50 000 hectáreas aproximadamente, ubicadas entre Barda del Medio y Chichinales;
- y el canal derivador que, en situaciones de crecidas del río, evacua excedentes de agua hacia la cuenca Vidal (Lago Pellegrini).

## Historia
Luego de la denominada “Conquista del desierto ” y colonización, en 1884 se iniciaron las primeras obras de riego que, aunque muy rudimentariamente, mejoraron la falta de agua en épocas de sequías. Inicialmente se cultivaba alfalfa, maíz, trigo y cebada. Estos sistemas productivos tuvieron limitada extensión y duración debido a la ineficacia de las redes de riego y las periódicas crecidas del río Neuquén que destruían pueblos y sembradíos. Ante este hecho se comienza a pensar en un vasto sistema de riego para fomentar la productividad del suelo.
En 1899, mediante la Ley 3727, el presidente Julio Argentino Roca encomendó al prestigioso ingeniero hidráulico italiano, César Cipolletti, quien ya se encontraba en el país realizando estudios relacionados con el riego en Mendoza y San Juan, un proyecto de sistematización de riego y la parcial regulación del régimen del río Negro, para aprovechar las aguas de esa cuenca y sus afluentes (ríos Neuquén y Limay) y, también, la cuenca del río Colorado.
En febrero de 1899 estaba todo en marcha. A los ocho meses, el ingeniero Cipolletti entregó al gobierno las conclusiones de su trabajo y regresó a Italia. En 1908, contratado nuevamente, se embarcó para concretar las obras en la Argentina pero la muerte lo sorprendió en pleno viaje. Sus colaboradores habrían de asumir enseguida la ejecución del proyecto. En 1909, su continuador Decio Severini, elevó al ministro de Obras Públicas un nuevo informe, en el que incluía un dique de toma y un canal de desviación. Severini propuso la construcción de un dique sobre el río Neuquén que cumpliría dos funciones: la de atenuar las inundaciones utilizando la cuenca Vidal (actual lago Pellegrini) y la de alimentar un canal para el riego del valle.
Según el proyecto presentado por el ingeniero Severini, se debían construir las siguientes obras:
- un dique sobre el río Neuquén,
- la bocatoma de un canal de alimentación para riego,
- y un canal de desviación de crecidas hacia la cuenca Vidal.

Estas tres obras conformaban el denominado sistema integral de riego del Alto Valle del Río Negro y Valle Inferior del río Neuquén.
Los trabajos quedaron concluidos en 1916 y marcaron el despegue de la economía básica de la región. Las mejoras en el riego se expresaron en la creciente calidad de los cultivos, que comenzaron a diversificarse. Tuvo lugar un lento proceso de transformación desde los cultivos anuales (alfalfa y forraje) hacia la incipiente fruticultura, horticultura y vitivinicultura, que con el tiempo se convertirían en pilares del desarrollo.
Cabe señalar que junto con las obras de riego, el desarrollo de las comunicaciones fue una pieza fundamental como punto de partida para la expansión exportadora que caracteriza a la actividad frutícola. La llegada del ferrocarril significó un cambio radical para las comunicaciones. La línea ferroviaria, en pocos años, se convirtió en la principal propulsora del desarrollo económico del Alto Valle.
La empresa británica Ferrocarril del Sud llegaba desde Bahía Blanca hasta lo que hoy conocemos como la ciudad de Cipolletti. En 1910 la empresa trabajaba en los canales de irrigación en la colonia “La Picasa”, actual Cinco Saltos, y comenzó a construir el tramo de vía que va desde Cipolletti a Barda del Medio, para transportar los materiales para la construcción del dique Neuquén (luego llamado dique ingeniero Rodolfo Ballester, en honor a quien culminó la obra), obra que fue financiada por el gobierno nacional y realizada por la compañía Tierras del Sud. Los capitales ingleses advirtieron una oportunidad de negocio en la actividad frutícola, especialmente producción de manzanas y peras. Por este motivo, esta compañía realizó una fuerte inversión orientada al negocio inmobiliario. La compañía compraba tierras a precios económicos y luego las parcelaba en chacras de 50 ha y las vendía a inmigrantes, a trabajadores ferroviarios y a quienes trabajaban en esos momentos en la obra de riego. Así nació la colonia La Picasa, actual ciudad de Cinco Saltos (el cambio de nombre se debe a la existencia de cinco desniveles en el canal principal de riego), primera zona beneficiada por el riego, donde vivirían un conjunto de personas cuya economía giraba alrededor de la construcción del dique.
La mayoría de los obreros eran extranjeros, generalmente italianos, españoles y árabes, y entre el personal técnico calificado se encontraban ingleses e italianos. Con respecto a los obreros, estos trabajaban 9 horas diarias, por lo que se les pagaba 2,50 a cada uno, por día. Las monedas no eran en pesos, sino que cada una tenía un valor nominal, para cubrir las necesidades diarias, ejemplo: una moneda = 1 kg de carne, un kg de harina y leche. [cita requerida]

## Medios de comunicación
La construcción de un faro en 1916, alimentado por la energía generada a través de una turbina, daba aviso de crecientes a los ribereños por medio de clave morse. También facilitó trabajar de noche, ya que tenía una capacidad lumínica de 1 km
Se crea un convenio entre Agua y Energía de la Nación y Correo y Telégrafo para dar aviso desde Chos Malal, sobre las crecidas que se formaban en la naciente, a Barda del Medio a través un telégrafo con clave morse. Agua y Energía hace los edificios bases en Paso de Indio, Paso Limay, Paso Flores y Chos Malal, y Correo y Telégrafo pone una línea Telegráfica desde Barda del Medio hasta Chos Malal de un solo hilo, y se recibían informes telegráficos del Río Neuquén desde el norte de la provincia a las 08:00, 12:00, 16:00 y 20:00 sobre la altura del río.

## Características técnicas del dique y el sistema de riego

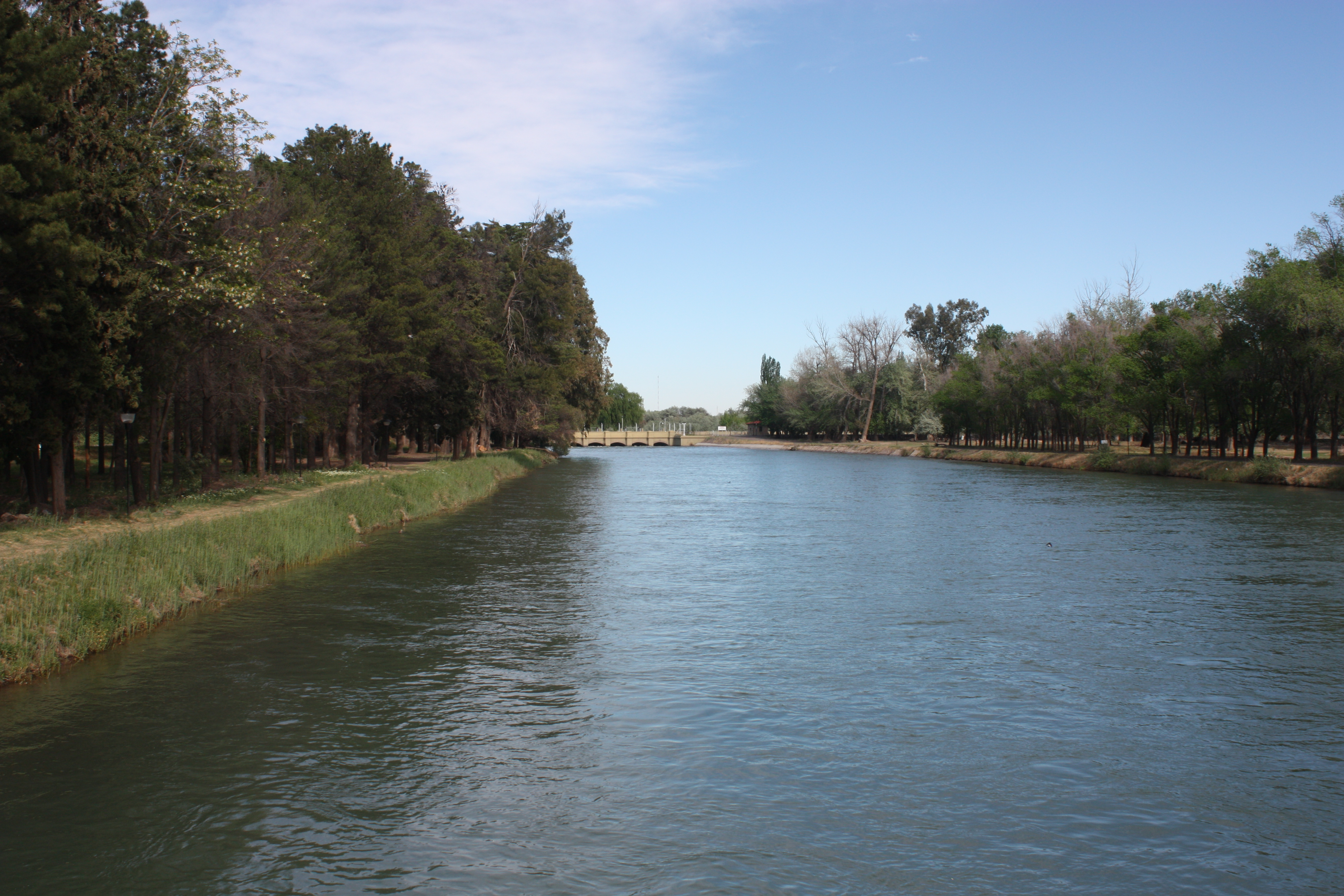
Canal principal de riego del Alto Valle del río Negro: primer tramo, a unos 500 m de su origen en el dique Ing Ballester

El dique es cabecera de sistema de riego del Alto Valle de Río Negro y Neuquén, y posee un canal principal de 130 km de largo. La obra consiste en 17 compuertas, de 20 metros de ancho cada una, que atraviesan el río de margen a margen, separadas por 16 pilares de hormigón armado y dos estribos a cada extremo. Los pilares son de 3 m de ancho, de modo que el largo total del dique es de 420 metros sin contar las rampas. Cada compuerta pesa aproximadamente alrededor de 33 toneladas y están contrapesadas, de modo que la mano de un hombre puede moverlas a voluntad. Sin embargo, las compuertas, que son metálicas, responden a un sistema eléctrico, a cuyo efecto fue instalada una turbina en 1916. Los pilares de hormigones se hallan revestidos con chapas de fundición. 
El edificio de la Bocatoma está formado por 12 vanos de 5 m cada uno y pilares intermedios de hormigón de 14 dm poseyendo 5 compuertas metálicas que se accionan eléctrica y manualmente, y la longitud total de la obra es de 77,8 m . El edificio está dispuesto del lado rionegrino y es el punto donde se origina el canal principal que, en conjunto con una vasta red de canales secundarios y terciarios, permite el riego de más de 60.000 ha, de las cuales actualmente se riegan menos de 50.000 ha debido al cambio de uso de las tierras cercanas a las ciudades (de tierras rurales de producción cambian a lotes urbanos). El caudal del canal principal de riego es de aproximadamente de 70 a 80 m³/s. El sistema de riego funciona desde principios de septiembre a mayo (aproximadamente). En los meses restantes se realizan tareas de mantenimiento de canales y compuertas.

## Aprovechamiento actual de superficies y cultivos
- Superficie total: 61.810 ha
- Empadronadas: 58.511 ha
- Superficie riego gravitatorio público: 47.995 ha
- Superficie riego por bombeo superficial y subterráneo: 6.000 ha
- Regadas 57.890 ha
- Cultivadas: 38.237has
- Superficie sin cultivar: 19.517 ha
- Superficie abandonada: 893 ha
- Chacras empadronadas: 6.573

## Características técnicas del funcionamiento
Los guarda diques: son los encargados de controlar el caudal de agua que se deriva por el canal, y de verificar el nivel de embalse a través del Dique nivelador. 
En el Dique ingeniero Ballester se realizan tres turnos de guardias de 8 h cada uno (uno de 4.00 a 12.00, otro de 12.00 a 20.00 y el último de 20.00 a 4.00). 

## Aprovechamiento turístico del dique
En el dique se encuentra en funcionamiento el Museo de Riego, que cuenta con actividades programadas: 
- Visitas guiadas.
- Avistajes de aves.
- Cabalgatas.
- Flotadas en el río Neuquén.
- Safaris fotográficos.

Además, presenta dos balnearios municipales y sectores de parrillas con iluminación y electricidad.

## Flora y fauna[2]
La acción relativamente estabilizadora de los caudales del río Neuquén producto de la presencia y funcionamiento del complejo hidroeléctrico Cerros Colorados (Complejo hidroeléctrico) (aguas arriba del dique Ing. Ballester) ha modificado acentuadamente las condiciones ecológicas en los sectores ribereños de la zona del dique. Esta modificación consiste, sustancialmente, en permitir el crecimiento y desarrollo de vegetación terrestre que no se hubiese producido en las condiciones antiguas de régimen natural del río, con sus grandes crecidas invernales y primaverales (en caso de germinar semillas en la época de estiaje del río, los nuevos individuos eran arrastrados por la corriente en las crecidas). Por otro lado, la introducción de especies exóticas (cultivadas, en muchos casos) ha aumentado la biodiversidad del área. Uno de los resultados de esta conjunción de factores, es el desarrollo en islas y riberas de neoecosistemas en los que se mezclan diversas especies de plantas (árboles, arbustos hierbas) autóctonas y exóticas.
Por lo tanto, la flora que se puede observar en el Dique Ingeniero Ballester es de dos tipos: 
•	Las cultivadas por el humano son eucaliptos, pinos, álamos, ciruelos de vereda, sauces, álamo blanco, entre otros. Nos podemos dar cuenta de esto por la regularidad de su disposición espacial .
•	Las espontáneas que se encuentran pueden ser autóctonas o exóticas asilvestradas. Las especies más abundantes son: olmo, olivillo, fresno americano, arce , álamos, sauce llorón (árboles, todos exóticos); tamarisco, rosa mosqueta (arbustos exóticos); lechugueta, menta, etc.(hierbas) 

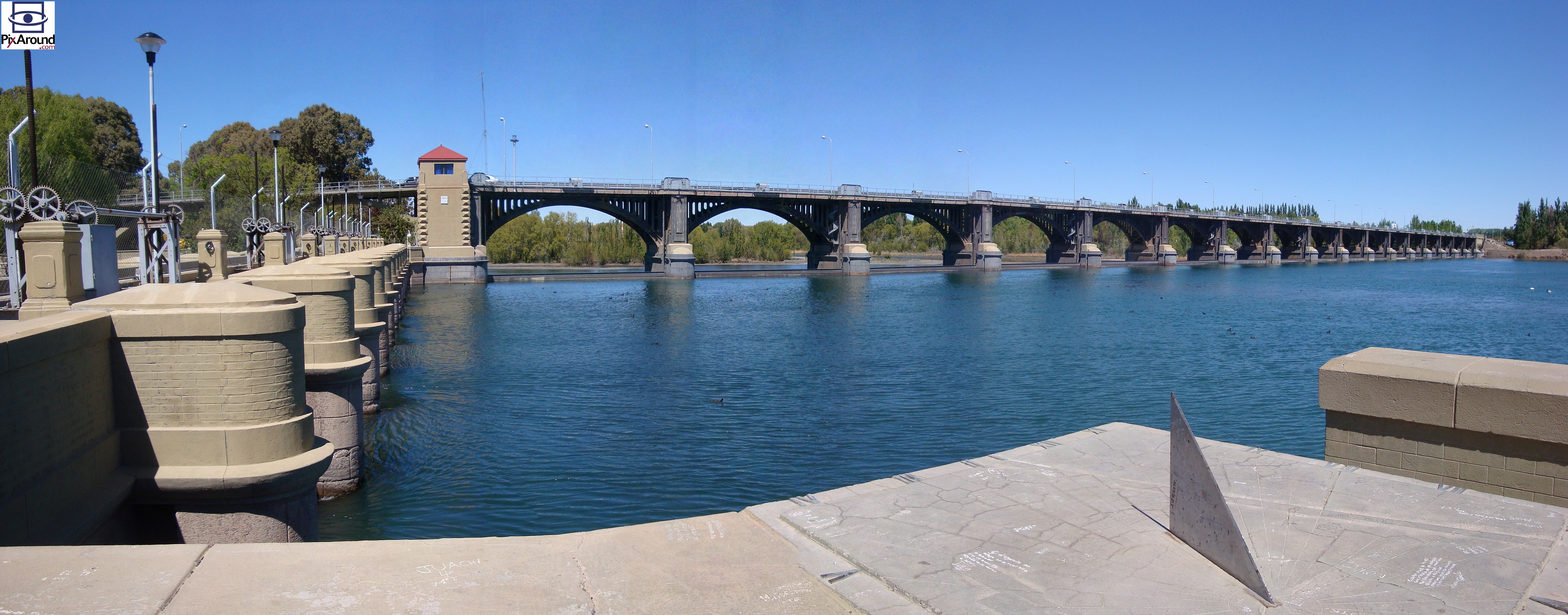
Dique Ing Ballester y obra de Bocatoma (a la izquierda)

La fauna que se encuentra en el Dique Ingeniero Ballester también se pueden clasificar en especies autóctonas y exóticas. Los cambios en la vegetación y en las condiciones hidrológicas (por ejemplo, embalsamiento aguas arriba del dique) han tenido su impacto en la composición faunística.
•	Autóctonos: zorzales patagónicos, palomas picazuró y manchada, torcazas, torcasita, carpinteros, verderones, calandrias, cisnes de cuello negro, garzas, gallaretas, patos overos, patos maiceros, patos barcinos, biguáes y flamencos (aves), pejerreyes patagónicos, varias especies de percas (peces),  nutrias o coipos y hurones (mamíferos).
•	Exóticos: gorriones, palomas domésticas (aves), truchas arco iris, Corydoras paleatus, mojarras, carpas (peces).